# Androsace armeniaca
Androsace armeniaca är en viveväxtart som beskrevs av Jean Étienne Duby. Androsace armeniaca ingår i släktet grusvivor, och familjen viveväxter. Inga underarter finns listade i Catalogue of Life.